# 2,4,6-trimethylpyridin
2,4,6-trimethylpyridin (také nazývaný 2,4,6-kolidin) je organická sloučenina, trimethylovaný derivát pyridinu. Je nejpoužívanějším z kolidinů, skupiny sloučenin odvozených od pyridinu připojením tří methylových skupin.

## Příprava
2,4,6-trimethylpyridin byl poprvé vyroben extrakcí z Dippelova oleje v roce 1854. Přípravu lze provést podobně jako u Hantzschovy syntézy dihydropyridinů z ethyl-acetacetátu (β-ketokarbonylové sloučeniny), acetaldehydu a amoniaku v poměru 2: 1: 1.

## Použití
Oxidací methylových skupin manganistanem draselným vzniká kyselina kolidinová.
2,4,6-trimethylpyridin se používá v organické syntéze (například při dehydrohalogenačních reakcích), kde se váže na vznikající halogenovodíky.